# Dinastia mitridatica
La dinastia mitridatica (dal nome del suo fondatore, Mitridate I Ctiste), o dinastia pontica, è stata una dinastia ellenistica di origini persiane che regnò principalmente sul regno del Ponto. Mitridate I era figlio del governatore di Cio, Mitridate II, e alla sua morte (302 a.C.) ne prese il titolo, proclamandosi nel 281 a.C. re del Ponto.

## Sovrani della dinastia mitridatica
| Ritratto | Nome                              | Regno (inizio-fine) | Consorti                                                                                      | Note                               |
| -------- | --------------------------------- | ------------------- | --------------------------------------------------------------------------------------------- | ---------------------------------- |
|          | Mitridate I Ctiste                | 281 a.C.-266 a.C.   | ?                                                                                             | Capostipite della dinastia         |
|          | Ariobarzane                       | 266 a.C.-250 a.C.   | ?                                                                                             | Figlio di Mitridate I              |
|          | Mitridate II                      | 250 a.C.-210 a.C.   | ?                                                                                             | Figlio di Ariobarzane              |
|          | Mitridate III                     | 210 a.C.-190 a.C.   | Laodice                                                                                       | Figlio di Mitridate II             |
|          | Farnace I                         | 190 a.C.-155 a.C.   | Nisa                                                                                          | Figlio di Mitridate III e Laodice  |
|          | Mitridate IV Filopatore Filadelfo | 155 a.C.-150 a.C.   | Laodice (sorella)                                                                             | Figlio di Mitridate III e Laodice  |
|          | Mitridate V Eupatore              | 150 a.C.-120 a.C.   | Laodice VI                                                                                    | Figlio di Farnace I e Nisa         |
|          | Mitridate VI il Grande            | 120 a.C.-63 a.C.    | (1) Laodice (sorella) (2) Monima (3) Berenice di Chio (4) Stratonice del Ponto (6) Ipsicratea | Figlio di Mitridate V e Laodice VI |
|          | Farnace II                        | 63 a.C.-47 a.C.     | ?                                                                                             | Figlio di Mitridate VI e Laodice   |
|          | Dario                             | 39 a.C.-37 a.C.     | -                                                                                             | Figlio di Farnace II               |
|          | Arsace                            | 37 a.C.             | -                                                                                             | Figlio di Farnace II               |

### Sovrani della dinastia che non regnarono nel Ponto
| Ritratto | Nome                           | Regno (inizio-fine)                          | Consorti                                                            | Note                                                      |
| -------- | ------------------------------ | -------------------------------------------- | ------------------------------------------------------------------- | --------------------------------------------------------- |
|          | Ariarate IX Eusebio Filopatore | Re di Cappadocia (96 a.C.-95 a.C.)           | -                                                                   | Figlio di Mitridate VI e una concubina                    |
|          | Mitridate I                    | Re del Bosforo Cimmerio (47 a.C.-44 a.C.)    | -                                                                   | Figlio di Mitridate VI e la concubina Adobogiona maggiore |
|          | Dinamide Filoromeo             | Regina del Bosforo Cimmerio (17 a.C.-7 d.C.) | (1) Asandro (2) Scribonio (3) Polemone I (4) Tiberio Giulio Aspurgo | Figlia di Farnace II                                      |

## Altri membri della dinastia
Dalle tabelle seguenti sono eliminati tutti coloro che sono già stati nominati tra i sovrani

### 3ª generazione
| Nome        | Genitori     | Consorti              | Note                                   |
| ----------- | ------------ | --------------------- | -------------------------------------- |
| Laodice III | Mitridate II | Antioco III il Grande | Sovrana consorte dell'impero seleucide |
| Laodice     | Mitridate II | Acheo                 | -                                      |

### 4ª generazione
| Nome    | Genitori                | Consorti     | Note                      |
| ------- | ----------------------- | ------------ | ------------------------- |
| Laodice | Mitridate III e Laodice | Mitridate IV | Regina consorte del Ponto |

### 5ª generazione
| Nome | Genitori         | Consorti                      | Note                          |
| ---- | ---------------- | ----------------------------- | ----------------------------- |
| Nisa | Farnace I e Nisa | Ariarate V Eusebio Filopatore | Regina consorte di Cappadocia |

### 6ª generazione
| Nome             | Genitori                 | Consorti                       | Note                          |
| ---------------- | ------------------------ | ------------------------------ | ----------------------------- |
| Laodice          | Mitridate V e Laodice VI | Ariarate VI Epifane Filopatore | Regina consorte di Cappadocia |
| Laodice          | Mitridate V e Laodice VI | Mitridate VI                   | Regina consorte del Ponto     |
| Mitridate Cresto | Mitridate V e Laodice VI | -                              | -                             |

### 7ª generazione
| Nome              | Genitori                                        | Consorti                  | Note                          |
| ----------------- | ----------------------------------------------- | ------------------------- | ----------------------------- |
| Arcazia           | Mitridate VI e Laodice                          | -                         | -                             |
| Cleopatra         | Mitridate VI e Laodice                          | Tigrane II il Grande      | Regina consorte d'Armenia     |
| Dripetina         | Mitridate VI e Laodice                          | -                         | -                             |
| Macare            | Mitridate VI e Laodice                          | -                         | -                             |
| Atenaide          | Mitridate VI e Monima                           | Ariobarzane II Filopatore | Regina consorte di Cappadocia |
| Sifare            | Mitridate VI e Stratonice                       | -                         | -                             |
| Adobogiona minore | Mitridate VI e la concubina Adobogiona maggiore | Castore                   | Regina consorte di Galazia    |